# 台灣同志遊行

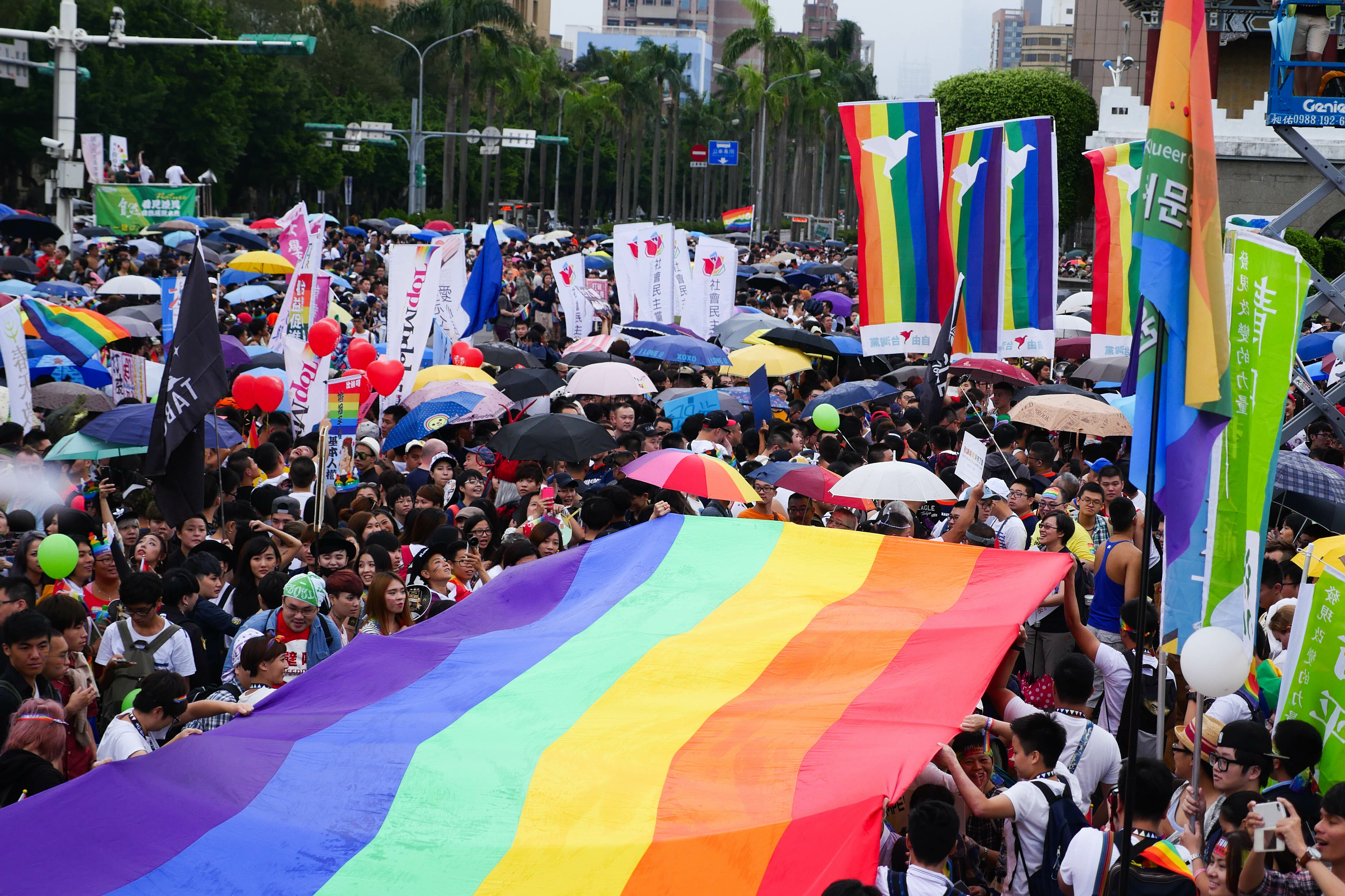
2016年遊行人士共持彩虹旗

臺灣同志遊行（英語：Taiwan LGBT Pride）是在臺灣臺北市舉辦的同志遊行，於每年十月底最後一個週六舉行，吸引全國各地及全球國家的同志團體、社會運動者參與，主要目的為提供一個公開現身的平台，凝聚志同道合者的力量喚起社會大眾注意，讓隱藏的問題曝光、未見的需求被重視，進而建立更多元包容的社會及價值。
遊行首次舉辦於2003年，是華語圈社會領導首次的同志遊行。在2015年時參與人數達到7萬8000人，2019年時參與人數達到20萬人，2019年後台灣同志諮詢熱線協會開始在大遊行前天的晚間舉辦跨性別遊行；臺灣同志遊行已為東亞規模最大的爭取LGBTQIA+權益活動，在亞洲則僅次於以色列的特拉維夫同志遊行。

## 和國外的差異
臺灣同志遊行和歐美等西方國家舉辦過的同志遊行有許多可以比較之處。例如資金來源，歐美的遊行在1990年代開始出現商業化與社會運動的分歧，所謂商業化是指以同志消費者為客戶的商家出資贊助並且打廣告的情況，歐美的遊行在這一點上分歧相當大，甚至出現分別舉辦兩次遊行的情況，而臺灣在2005年亦開始有商業贊助，但仍是社會運動與商業混合的情形。

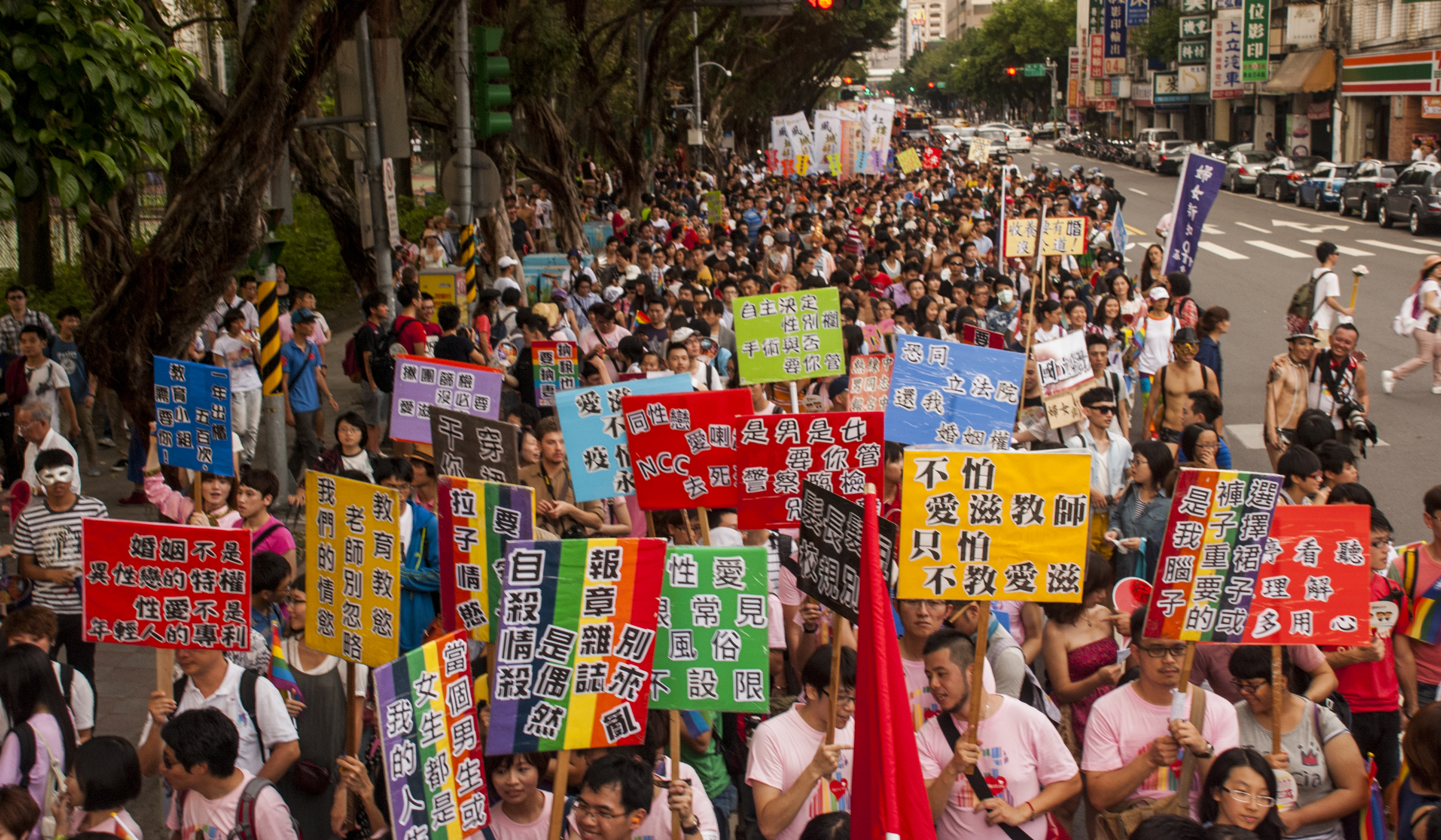
遊行隊伍與平行車輛共用馬路

遊行的形式也是一例。歐美的遊行有市政府的高度配合，舉行時因应人多會完全封閉馬路，車輛禁止通行，遊行者走在馬路上，旁觀、路過的人車以拒馬區隔在人行道，在臺灣則是「半封閉」情形。以2005年遊行為例，這次遊行經過相當多的住商區，在人行道空時走在人行道，騎樓多處則走在馬路上，需要走上馬路的路段，政府分配一半馬路給遊行者，一半給其他平行車輛，當隊伍遇到路口時要等待過馬路，這種半封閉式的壞處是隊伍時常受到車輛的干擾甚至危險，好處則是旁觀者與遊行者的區隔較低，提供參與遊行的模糊地帶。

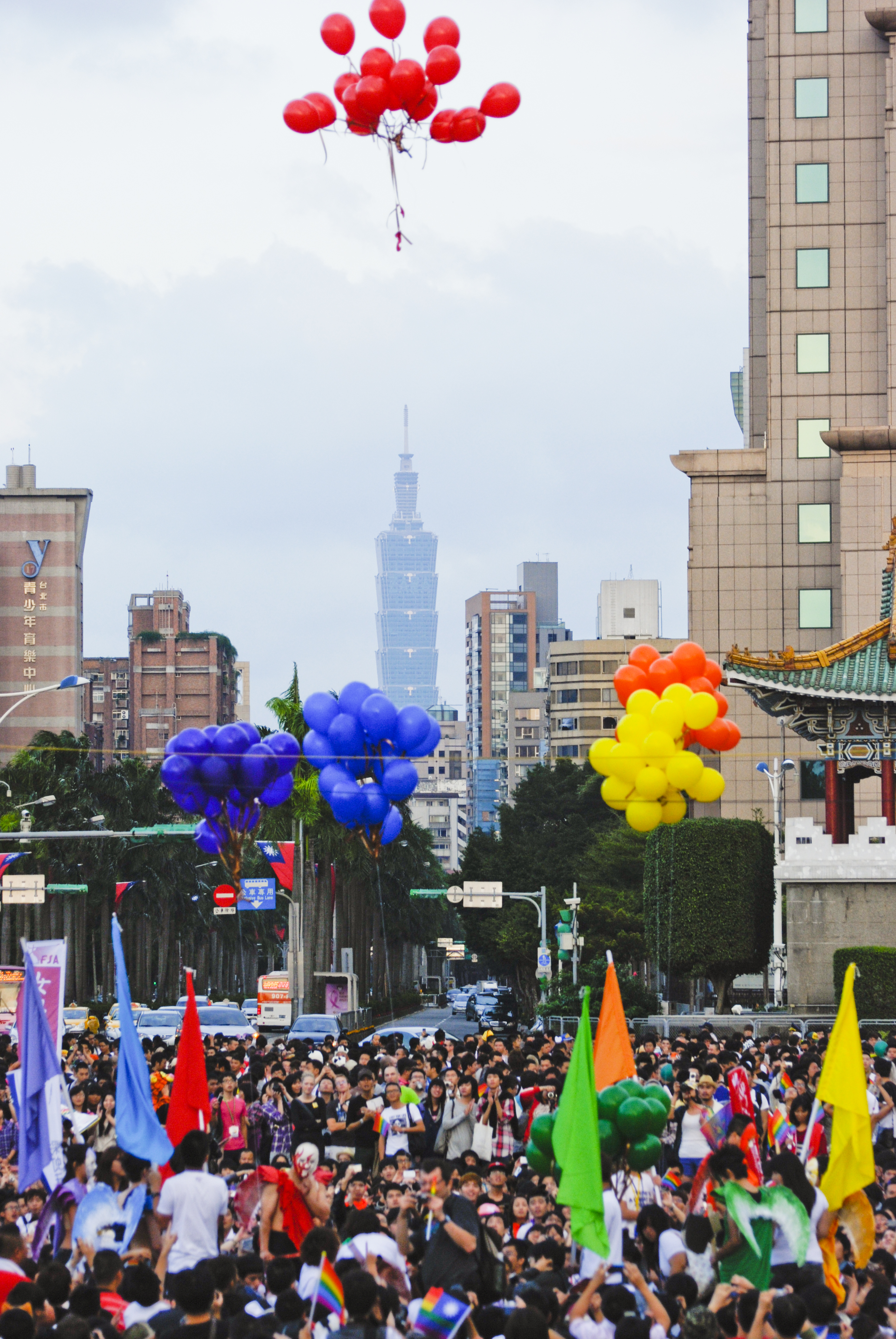
遊行放飛六色氣球

此外，遊行日期上，臺灣同志遊行與歐美的不同，歐美等國大城市一般會在6月舉行慶祝大遊行，稱之為同志驕傲日，以紀念1969年6月28日在美國紐約發生的石牆暴動，该日被視为世界同运的开始。

## 歷屆遊行與活動

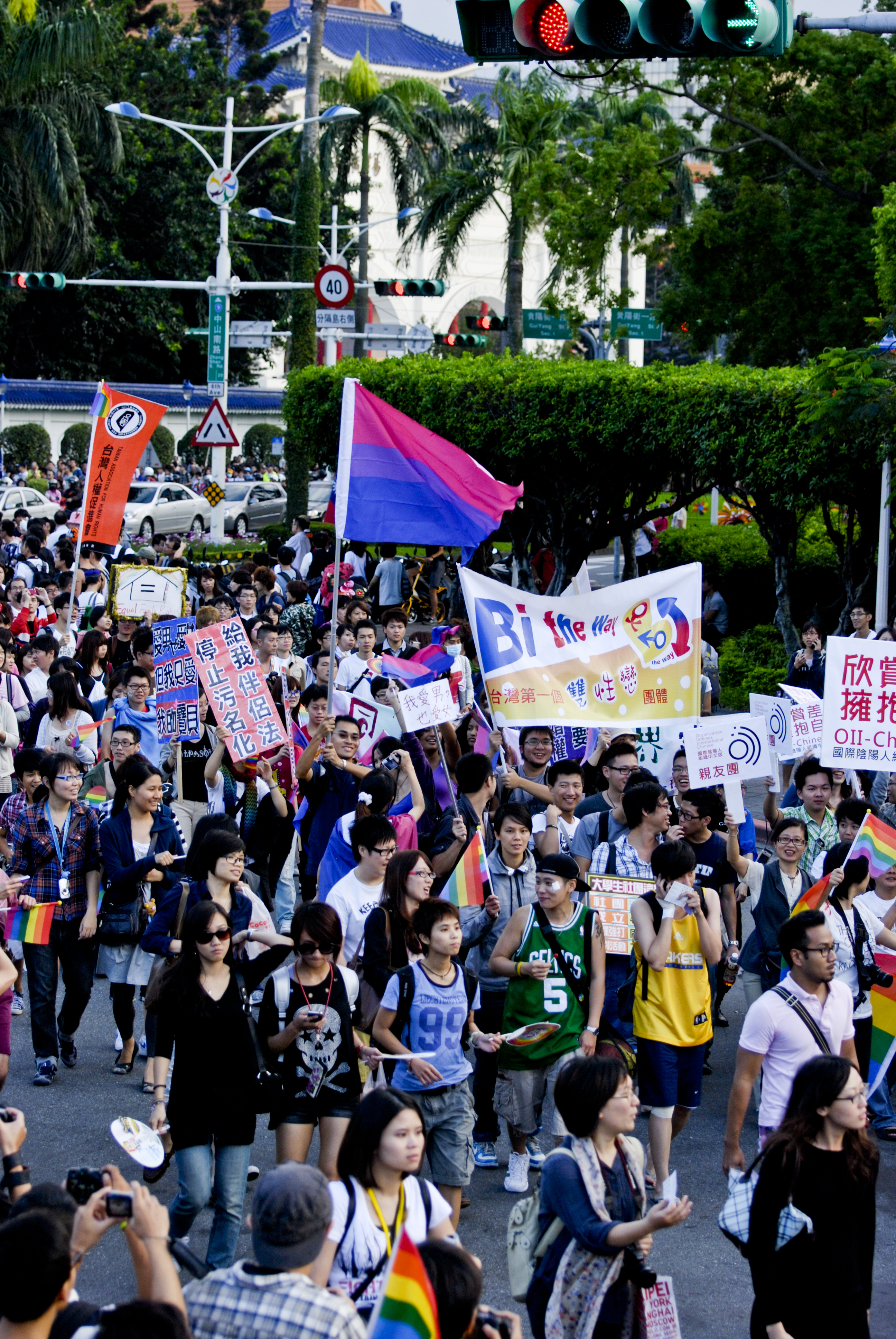
雙性戀團體出陣

### 第一屆以前
在同志大遊行以前，同志就有零星的遊行活動。像是1996年的女權火照夜路大遊行就有近300名同志參加，喊出「婦女要夜行權，同志要日行權」口號。或是之後2002年也有同志至國防部抗議性別認同障礙不能當憲兵的資格。是台灣同志大遊行之前的小型同志遊行活動。

### 2000年代
2003年
第一屆台灣同志遊行於11月1日舉行，由台北同玩節舉辦，是華人社會中第一次的同志遊行；台灣有不少民眾並不知道這次遊行，不過當日幾乎全部的電子媒體及隔日幾乎全數報紙均有報導此一消息。
本次台灣同志遊行是在台北市舉行，與第四屆台北同玩節同一天舉辦；路線從著名男同性戀聚集場所二二八和平紀念公園出發、經過衡陽路至紅樓劇場，共有數十個團體逾2,000餘人參加。而本次同志遊行也是台北同玩節的活動之一，因此有受到台北市政府為同玩節編列的預算新台幣70萬元補助；臺北市市長馬英九則在遊行終點為遊行結束後的同志卡拉OK大賽致詞，他表示，台北市作為一個國際級的城市，應該對於不同族群與文化的個體予以尊重；馬英九並強調，世界主要城市都有龐大的同性戀社群，同性戀社群存在並受到尊重，是一個都市豐富及多樣化的重要因素之一。
2004年
第二屆台灣同志遊行於11月6日舉行，本屆主題為「喚起公民意識」，由臺灣同志與性別團體首度組成的臺灣同志遊行聯盟負責籌辦。在台北市舉行，和第五屆台北同玩節相隔一週。
這次活動是在11月6日下午1點在中正紀念堂集合，經凱達格蘭大道、二二八和平紀念公園、中山堂，最後在西門紅樓作ending活動。本屆遊行以「異議公民‧彩虹城市‧花樣主體‧同治國家」作為遊行主標語。特別強調女、男同性戀以外的參與者。除了同性戀，還有雙性戀、跨性別與其他許多團體以同志的名義參加這次遊行，而此次遊行人數也倍增至5,000餘人。這次同志遊行並沒有受到台北市政府民政局贊助，全以同志公民獨立籌募經費自資舉辦。
第二屆台灣同志遊行的活動標誌由聯盟發起成員（文宣／活動／公關）LUCIEN. Lu Chung Chi 所設計，並提供延續作為台灣同志遊行聯盟永久精神標誌。
2005年

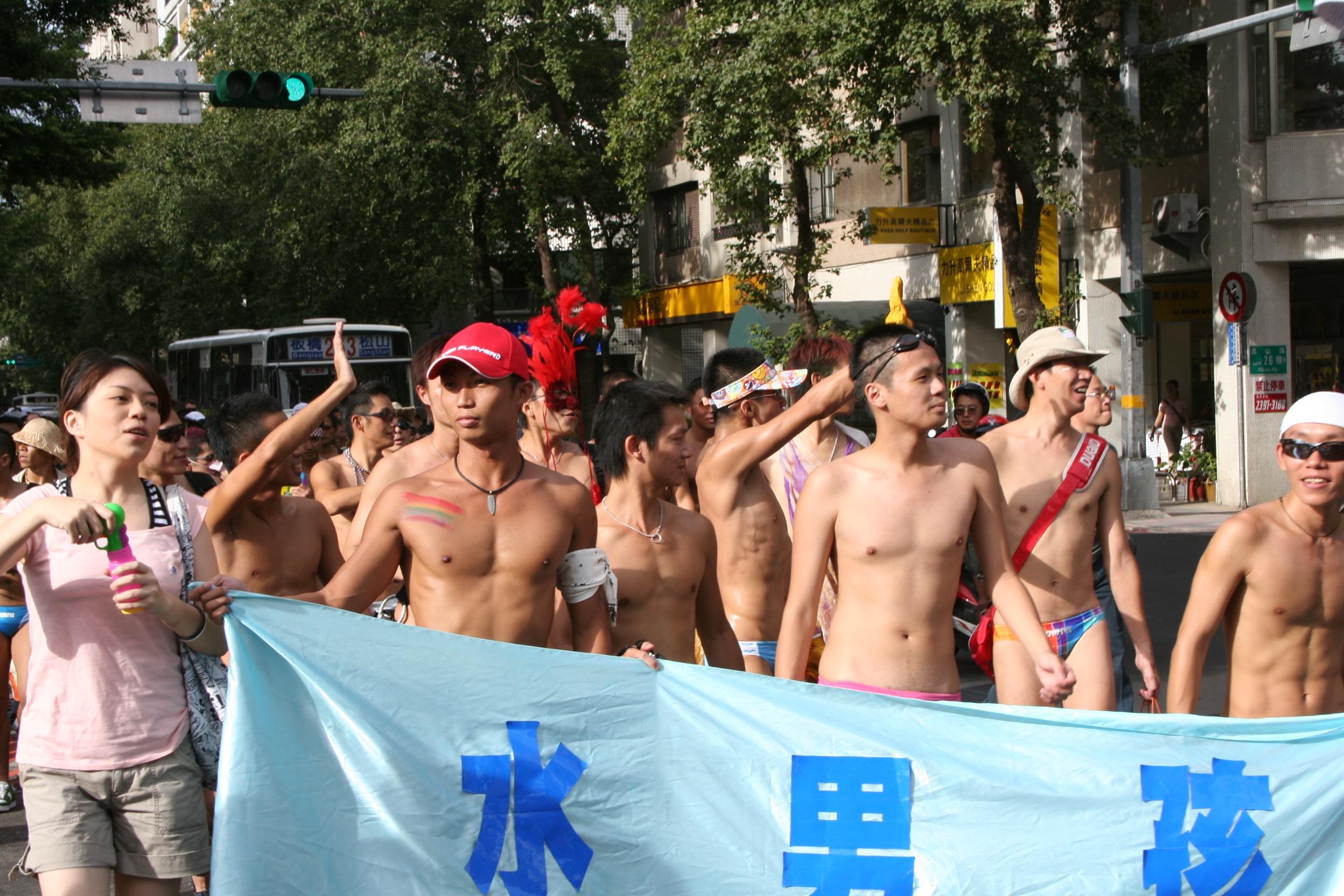
水男孩團

第三屆台灣同志遊行於10月1日舉行，本屆主題為「同心協力101」。
此次活動在9月3日由「台灣同志遊行籌備聯盟」及台灣同志諮詢熱線召開說明會公佈活動細節。遊行主題「同心協力101」是由票選決定。主要訴求是連結同志和性工作者、情色資源、另類性實踐者等其他性邊緣、性弱勢，「同心協力」向如出版品及錄影節目帶分級辦法等所謂恐性潮流發聲。台灣BDSM團體皮繩愉虐邦和GayHouse同志浩室電音家族，繼2004年積極參與之後，2005年攬下相當多文宣活動企劃設計的主辦工作。

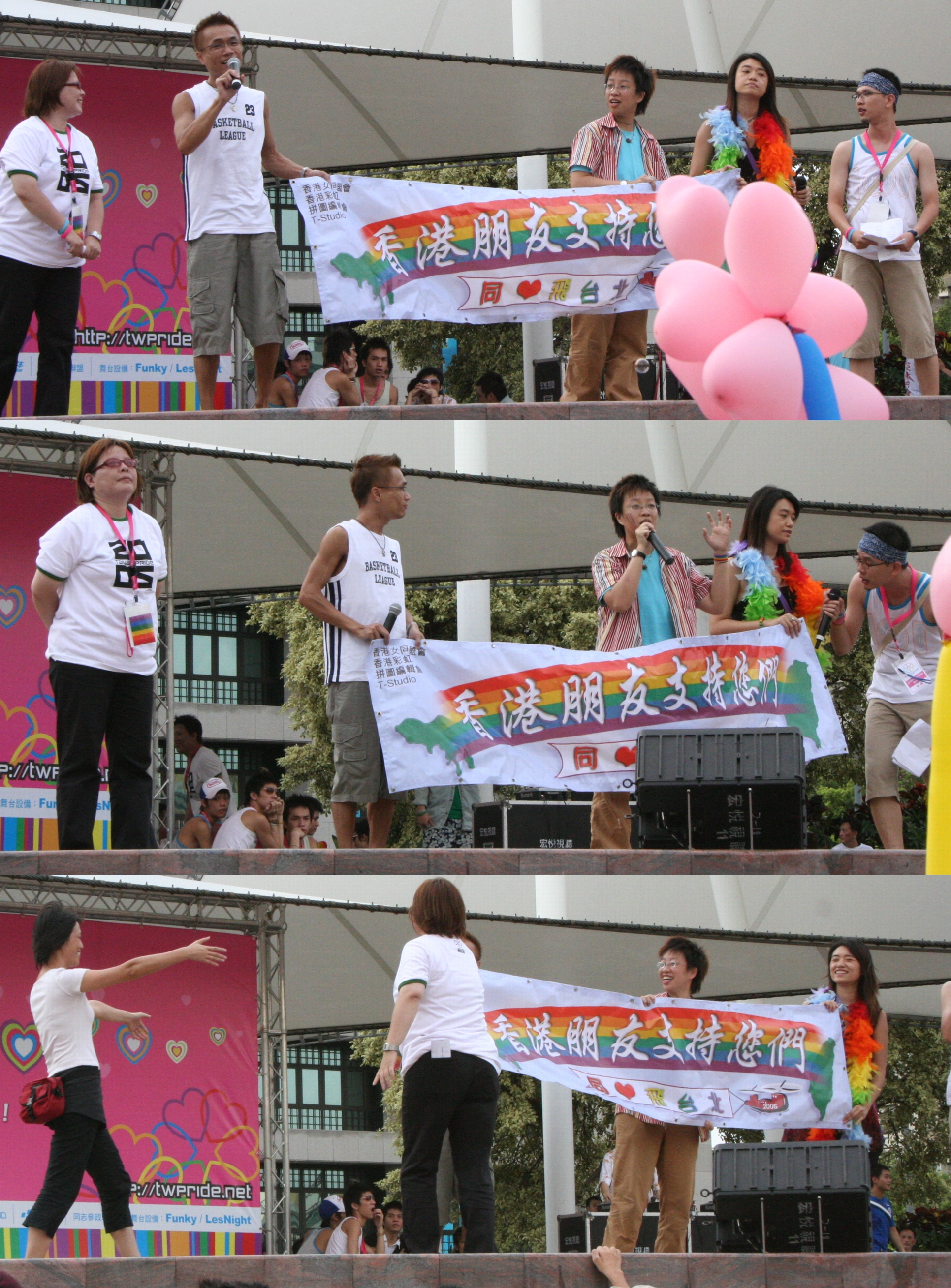
香港女同盟會送旗給台灣同志大遊行

活動自10月1日下午1:00在起點誠品書店敦南分店集合，GLCA同志伴侶協會發起人陳敬學和高治瑋，共同贊助大會三千罐礦泉水，並和鄭運鵬立委和其特助，在誠品書店敦南店門口，一一發送給參與遊行的朋友們。經忠孝東路四段，到終點台北市政府前的市民廣場聚集，至下午5:00結束。在遊行前曾有颱風登陸的天氣預測。但遊行當日是晴天。在遊行的終點，而香港女同盟會並且送給台灣同志大遊行一面旗，由台灣性別人權協會的王蘋收下。
2006年

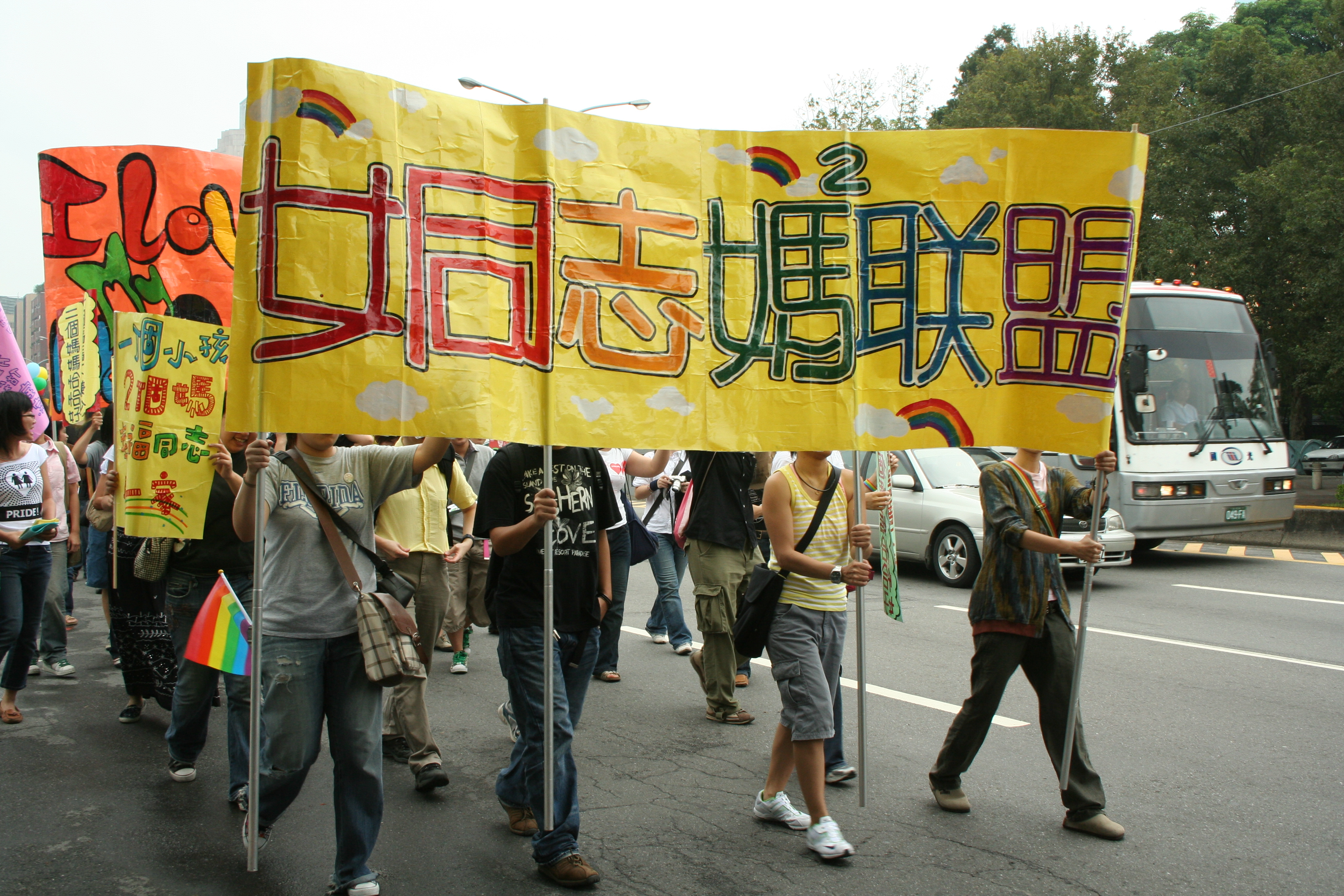
女同志媽媽聯盟共襄2006年的遊行

第四屆台灣同志遊行於9月30日舉行，本屆主題為「一同去家遊Go Together」。9月17日早上9點在台北市政府廣場前舉辦升彩虹旗典禮，之後當天在台北市議會大禮堂舉辦了三場的同志論壇。
路線從松山菸廠沿著忠孝東路，至華山創意園區。並於終點舉辦公開的同志婚禮，有四對女同志伴侶參與，接受所有人的祝福。參與人數首次突破10,000人，成為亞洲地區最具規模的同志遊行。
主要訴求為：「爭取同志伴侶權益的合法化，例如結婚權或同居伴侶法，同志生育領養子女的權利，以及老年同志的關懷照顧等，希望讓每個同志都能擁有組織家庭的自由選擇權利；除此之外也希望透過對同志父母親人等議題的討論，讓同志的父母及親人能對同志有更深的了解，並進而支持同志！」
2007年
第五屆台灣同志遊行於10月13日舉行，本屆主題為「彩虹有夠力」，共有15,000人參與，創歷年最高紀錄。本次以「彩虹有夠力，Rainbow Power」為主題，期待在2006年首次破萬人參與之後，再次展現台灣同志社群的集結與動員力量。
此次同志遊行在10月13日在台北市舉辦，於當日中午在國父紀念館集合，遊行路線從國父紀念館大門出發，沿仁愛路、安和路、敦化南路、忠孝東路、逸仙路、松高路、台北市政府後方廣場。
本次遊行首次選出「彩虹大使」張惠妹，在遊行終點舞台為全體同志演唱。當時正在參選總統的馬英九，也到國父紀念館聲援，像當時的民進黨籍立委鄭運鵬等，也以全程參與遊行表達支持。
2008年

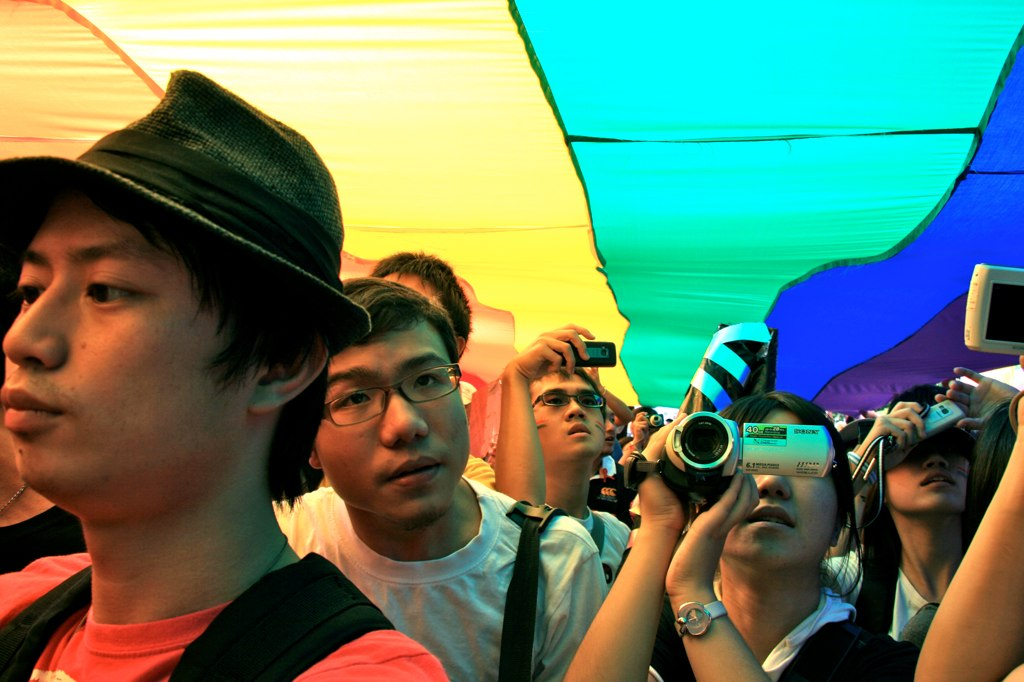
大型彩虹旗蔭蔽衆人

第六屆的台灣同志遊行於9月27日舉行，本屆主題為「驕傲向前行Run the Rainbow Way」。本次遊行是同志遊行舉辦以來首次碰上薔蜜颱風襲台，參與人數超過18,000人並且在台北市最熱鬧的忠孝東路以「飛越彩虹大道」完成全亞洲創紀錄的巨幅彩虹。
路線由台北市政府仁愛路廣場出發，沿仁愛路、安和路、敦化南路、忠孝東路、逸仙路再返回台北市府廣場。
性別人權協會秘書長王蘋指出，今年與眾不同的是，各同志團體合力創造了屬於台灣的彩虹意義。分別是要求廢除惡法的紅色（性愛）、集體展現的橙色（力量）、勇往直前的黃色（希望）、看見差異的綠色（自然）、自主多元的藍色（自由）、活出自我的紫色（藝術）。
| 紅色：性愛——廢除惡法，性權就是人權 |
| 橙色：力量——集體展現，我們就是力量 |
| 黃色：希望——勇往直前，打造希望種子 |
| 綠色：自然——看見差異，自然展現本性 |
| 藍色：自由——自主多元，解放身體自由 |
| 紫色：藝術——活出自我，創造繽紛藝術 |

2009年

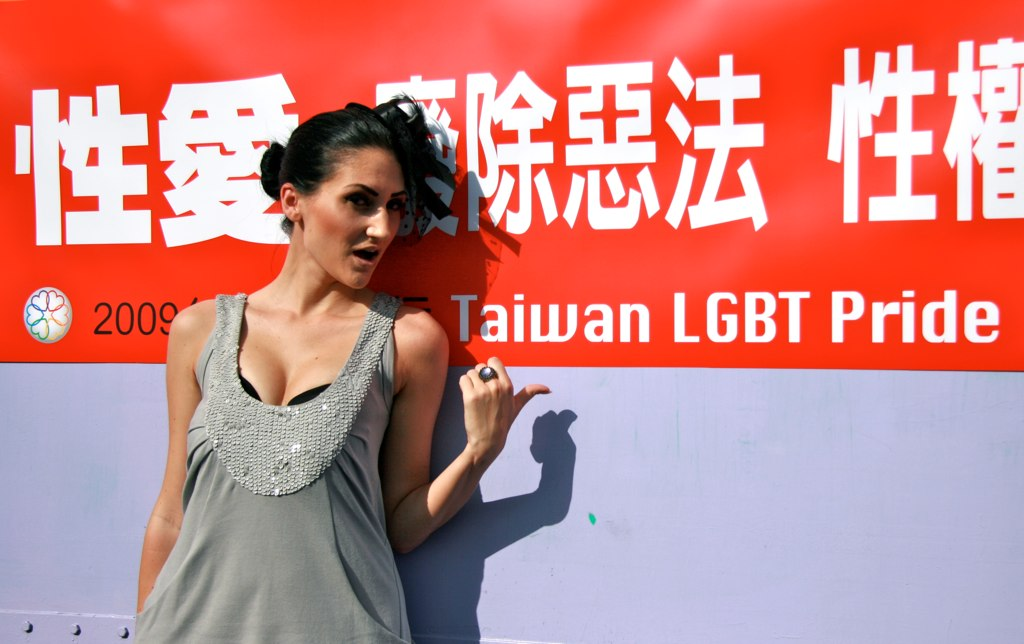
「性愛 廢除惡法 性權就是人權」橫幅

第七屆的台灣同志遊行於10月31日舉行，本屆主題為「同志愛很大 Love out loud」。本次遊行的參與人數達到25,000人。
遊行的路線從凱達格蘭大道出發，經公園路→襄陽路→重慶南路→衡陽路→中華路→漢口街→館前路→忠孝西路→公園路→常德街→中山南路最後回到凱達格蘭大道。這是同志遊行首次於凱道集會並以凱道為終點，途中路經許多跟台北同志歷史文化息息相關之地點，包括西門町、台北新公園、常德街等地方。
本屆同志遊行的彩虹大使為梁靜茹，另有藝人大炳和丁噹等人至活動現場舞台獻唱表演。

### 2010年代
2010年

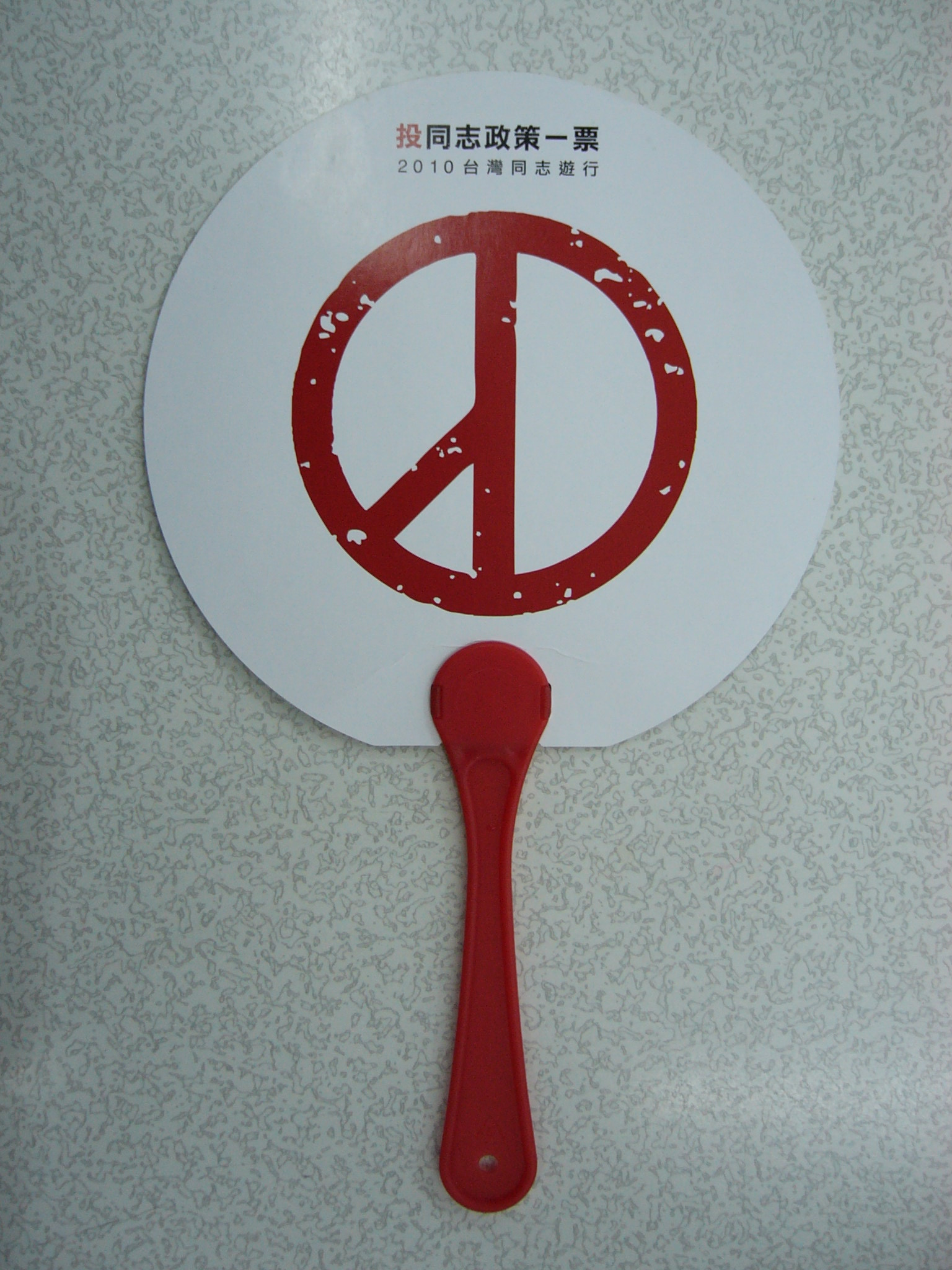
2010年台灣同志遊行發送的「投同志政策一票」圓形紙扇

第八屆的台灣同志遊行於10月30日舉行，本屆主題是「投同志政策一票 Out and Vote 」，以維護同志在政治、法律上的權益為主，監督候選人的同志友善政見，並發表聲明表示，不歡迎之前未關注過同志社群、且沒有同志政策的候選人參與此次遊行。
2010的台灣同志遊行於台北市凱達格蘭大道前展開活動，此次遊行於終點設置投票箱，供參與遊行的群眾投入發票捐獻，並呼應此次的主題「投同志政策一票」。本屆遊行參與人數將突破30,000大關。
2007年擔任過彩虹大使的歌手張惠妹，此次以「阿密特」（其原住民語名字）的身分再次受邀擔任彩虹大使，並與藝人大炳分別出席活動且於現場表演。
2011年

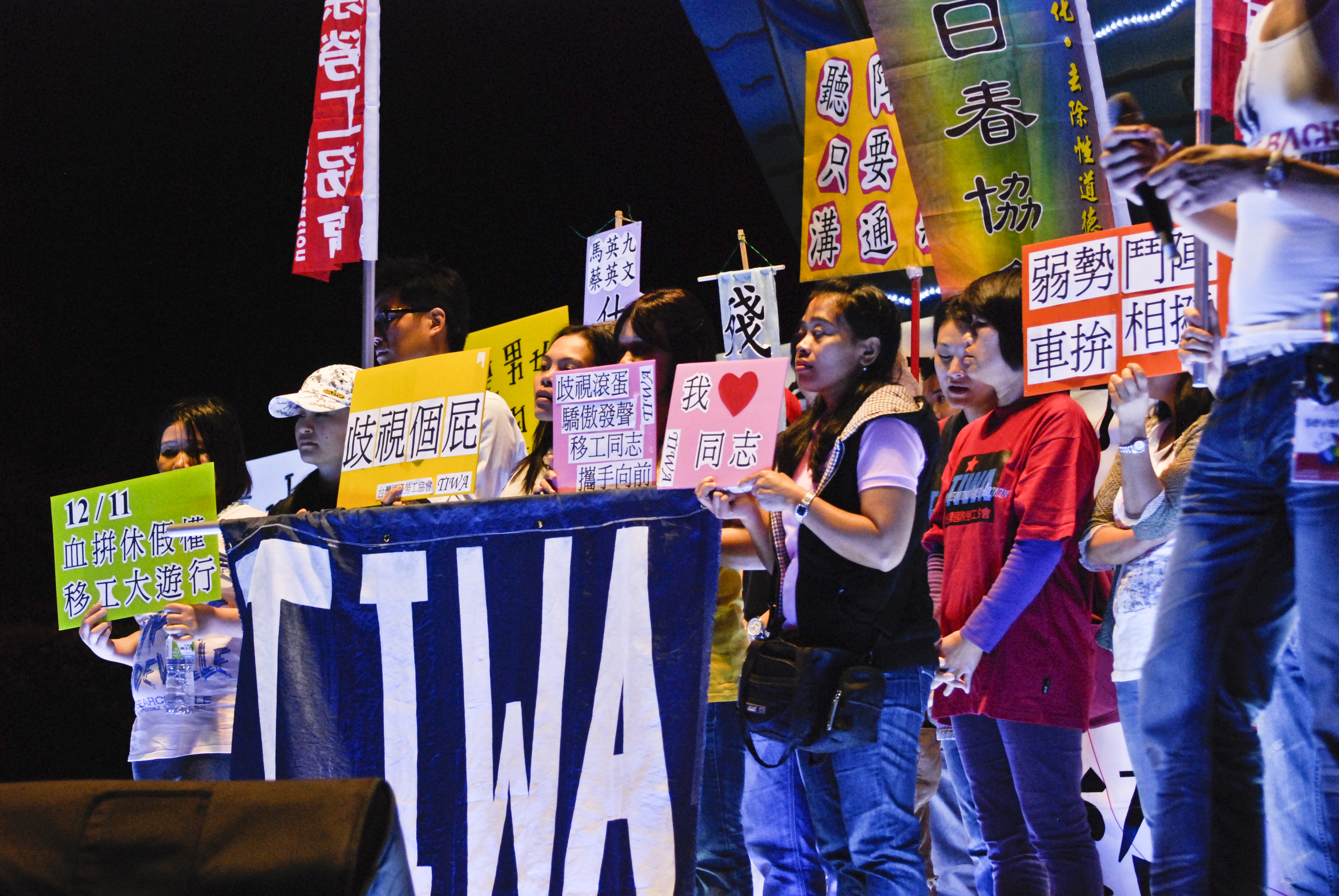
2011年，移工同志促反歧視

第九屆的台灣同志遊行於10月29日舉行，本屆主題為「彩虹征戰，歧視滾蛋 LGBT Fight back! Discrimination get out!」。
此次遊行首度採取雙路線。遊行隊伍將六色大隊以「紅、橙、黃」、「綠、藍、紫」分成兩條路線，以凱達格蘭大道為交會點做∞形（即八字形）環繞。此屆遊行共有50,000多名爭取同志權益的人參與，邀請的活動大使為張懸、馮光遠、陳安儀。
2012年

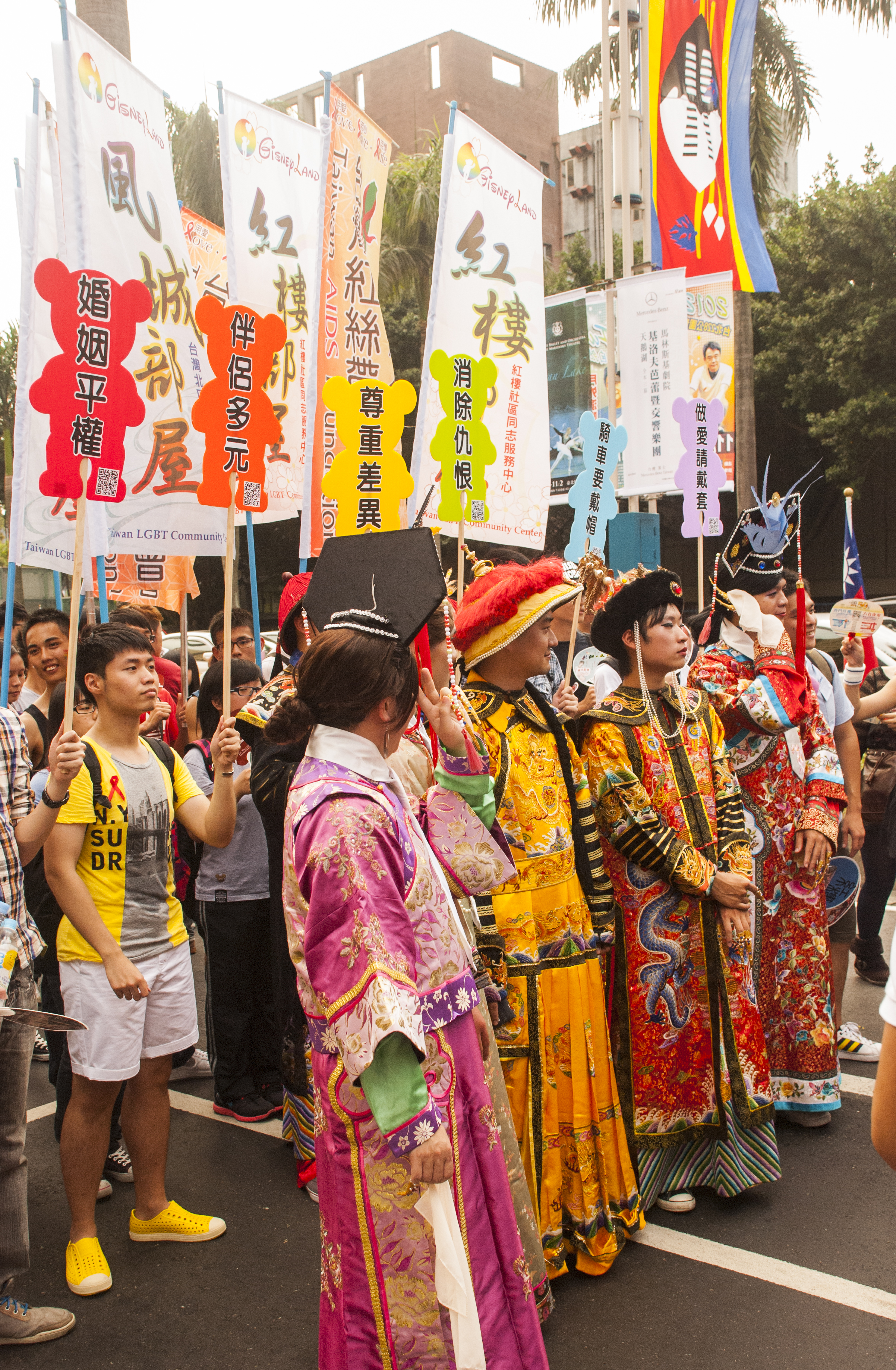
2012年主題：婚姻平權 伴侶多元

第十屆的台灣同志遊行於10月27日舉辦，本屆主題是「革命婚姻──婚姻平權，伴侶多元」。
主辦的臺灣彩虹公民行動協會（原臺灣同志遊行聯盟）估計今年參與此次遊行人數多達65,000人，遊行隊伍估計將近9公里
在第十屆台灣同志大遊行推出了「十光隧道」，一同回顧過去十年與同志相關的重要事件，並且更進一步革命婚姻主題，訴求『婚姻平權、伴侶多元』，讓不論是否為同志、無論何種性別定位的民眾，都能夠以多元的關係狀態下與自己想愛的人在一起，期望台灣能是亞洲第一個通過伴侶法，最自由民主的國家。

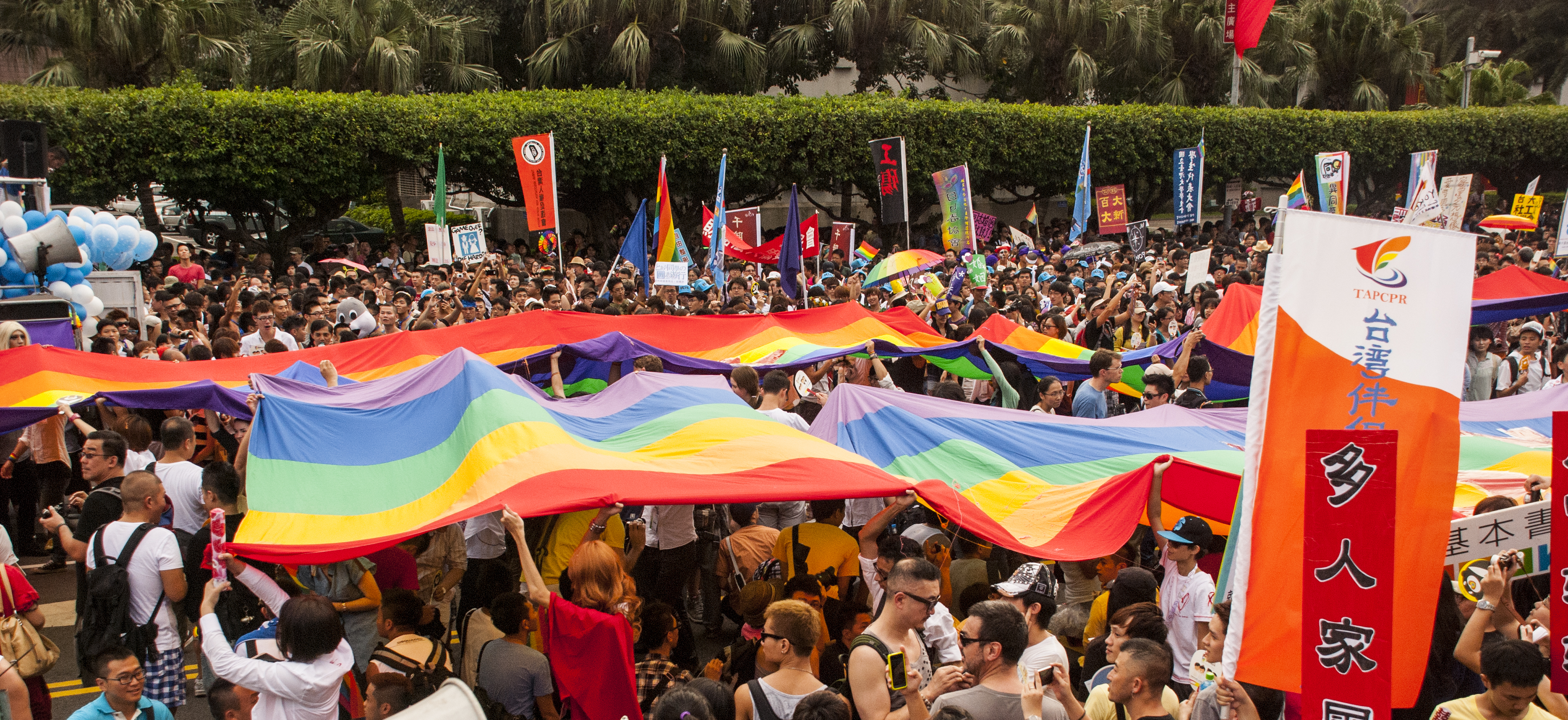
遊行人士齊舉彩虹旗

「彩虹接力環島」為台灣同志遊行聯盟從10月18日展開為期一個月的環島活動，邀請北、中、南、東共20個社運團體與民眾自發性組織，從高雄美麗島捷運站出發，攜著臺灣同志遊行10週年紀念彩虹旗，一棒接一棒，環台一周。
2013年
第十一屆的台灣同志遊行於10月26日舉行，於臺北市政府市民廣場登場。臺灣彩虹公民行動協會統計今年參與此次遊行人數多達67,000人，再創高峰。本屆主題「看見同性戀 2.0 正視性難民，鬥陣來相挺」。
2014年
第十二屆的台灣同志遊行於10月25日舉行，本屆主題是「擁抱性／別‧認同差異」。
此次有許多社運團體組織與公司加入遊行，並一如以往的吸引許多來自東亞各國與歐美人士前來參與；許多演藝圈人士（如藍心湄、卓文萱、張婷婷等）也親自參與遊行，部分台灣政治人物也在臉書上表態支持（如蔡英文、蘇貞昌等）。臺灣彩虹公民行動協會估計參與此次遊行人數約65,000人。
最初僅表示反同志婚姻的團體－台灣宗教團體愛護家庭大聯盟亦召開記者會首次批判同志遊行。
2015年

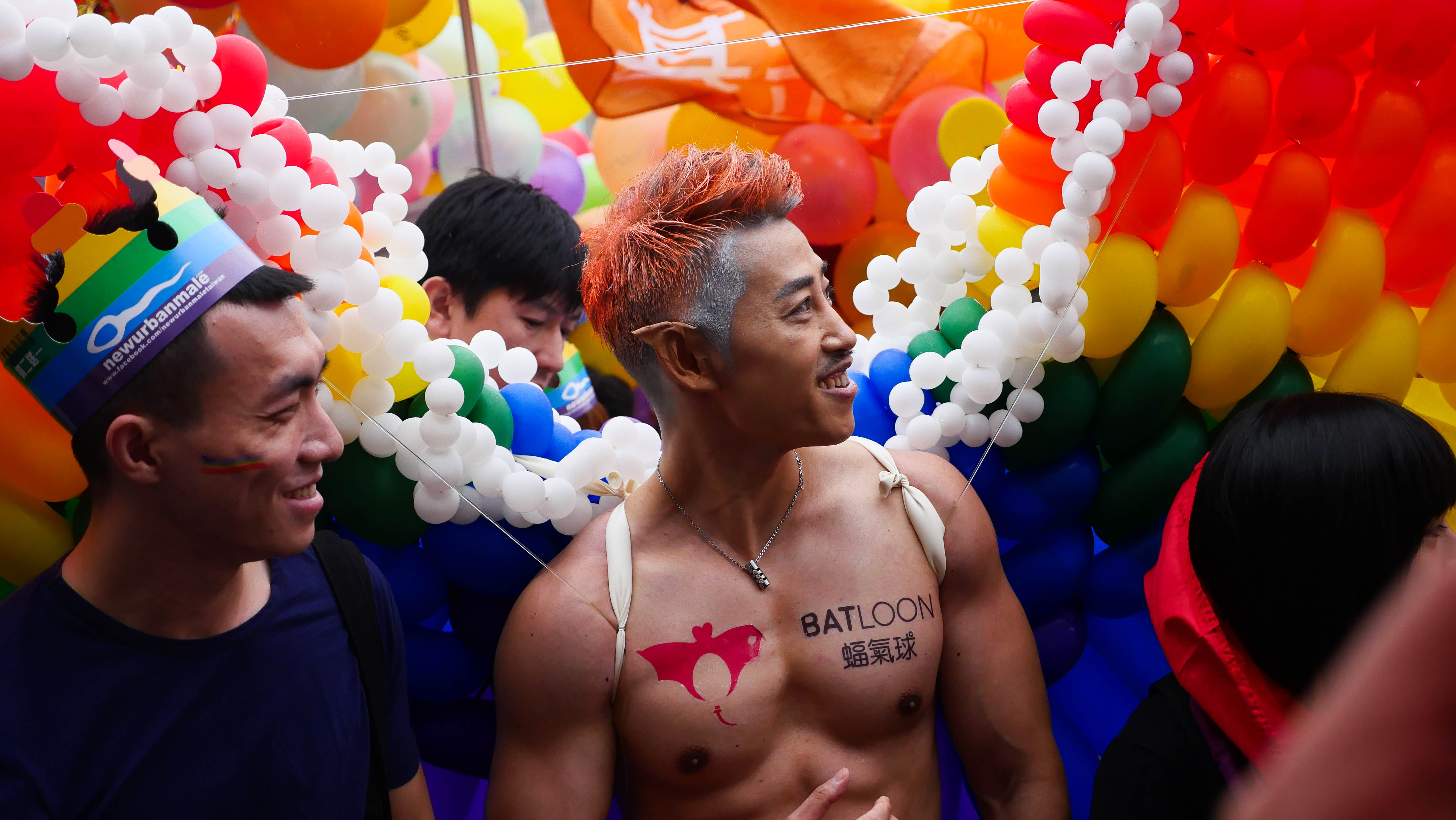
遊行人士穿戴氣球彩翼

第十三屆的台灣同志遊行於10月31日舉行，本屆主題是「年齡不設限 解放暗櫃 青春自主」，主辦單位臺灣彩虹公民行動協會估計參與此次遊行人數約78,000人。
2016年

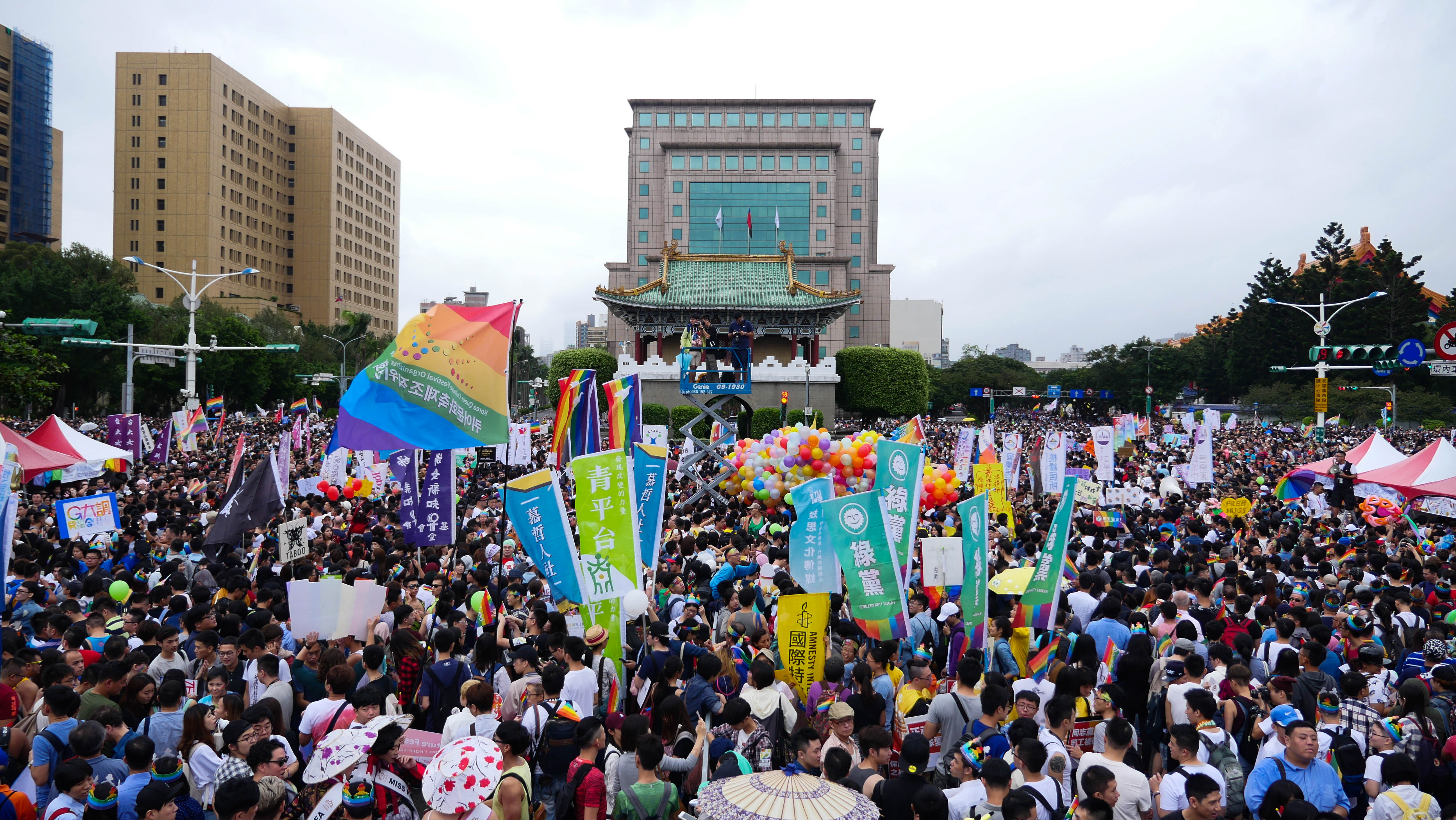
2016年，人潮漫遍景福門周邊

第十四屆的台灣同志遊行於10月29日舉行，本屆主題是「一起 FUN 出來——打破「假友善」，你我撐自在」，主辦單位預估參與人數82,000人。
在本屆遊行前夕，婚姻平權議題再度受到討論，立法院包含民進黨、國民黨、時代力量在內部分立委宣告將再次推動婚姻平權法案，總統蔡英文亦在個人臉書首度以總統身分表達支持態度，並尊重立法院的決議，同時在民進黨內部，已通過中央黨部黨務工作人員服務辦法，若黨工和其伴侶為縣市戶政註記中「同性伴侶」關係，可適用服務辦法「配偶」、「婚姻」及「家庭成員」權利條文。另外在遊行當天，臺北市政府大樓及臺中市政府各大樓升起彩虹旗，桃園市政府外牆投射彩虹燈光。
2017年
第十五屆的台灣同志遊行於10月28日舉行，主題是「澀澀性平打開開 多元教慾跟上來」，以落實大眾間的性平教育為主論述。參與人數達123,000人。該屆的主題被反同運團體批評，認為其具有高度性暗示，為性變態層次，並要求警政單位若發現遊行中有違法行為之時，應該依法進行取締。
2018年

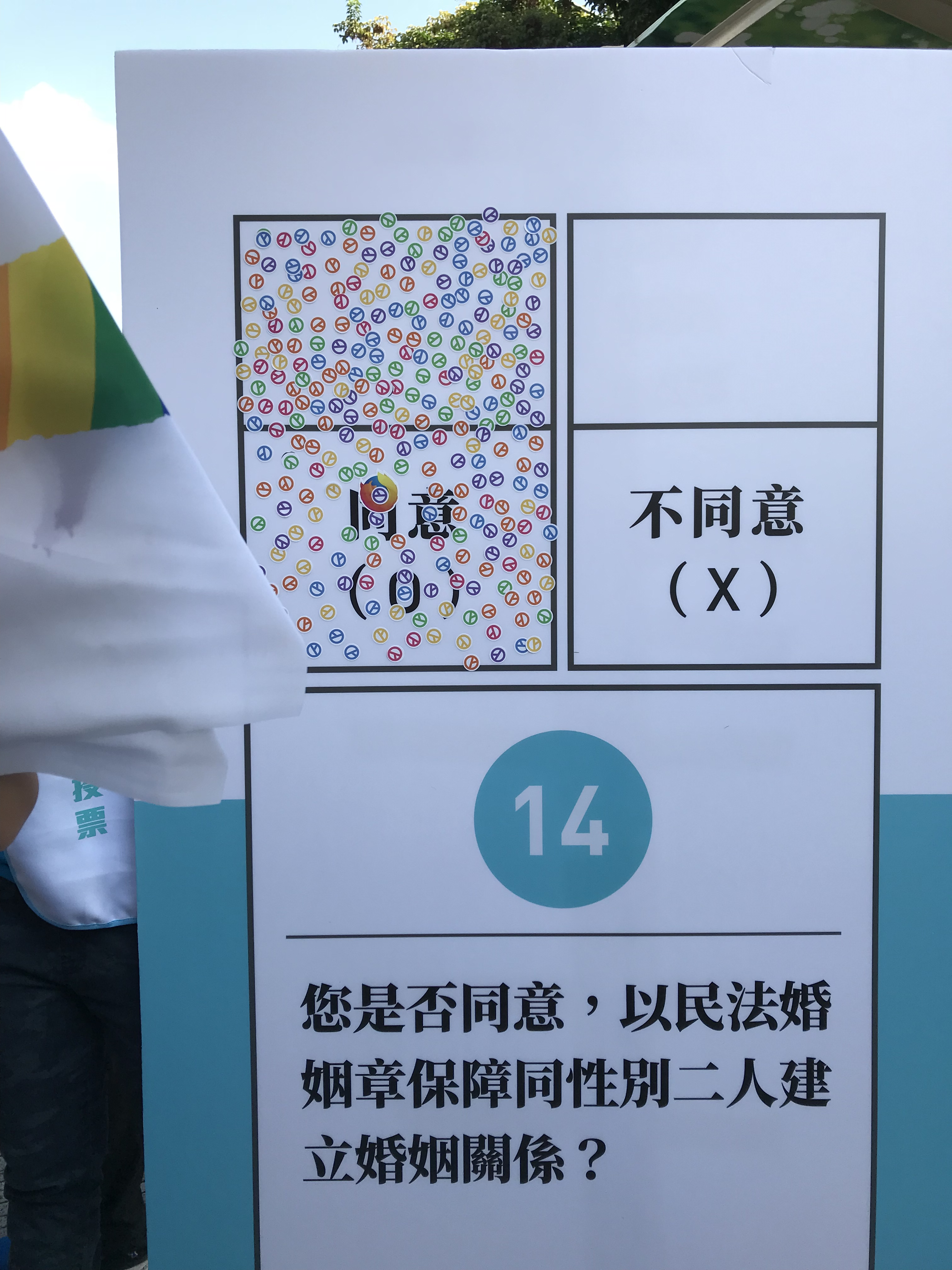
2018年，籲求支持民法保障同性婚姻

第十六屆的台灣同志遊行於10月27日舉行，主題是「性平攻略由你說．人人 18 投彩虹」，希望能促使2018年中華民國全國性公民投票中的兩項公投「民法婚姻章保障同性婚姻」及「性別平等教育」可以順利通過。因為人數較多，該年是首度分成九種顏色的隊伍，按照三條路線展開遊行，遊行在下午2時30分出發，主辦單位估計參與人數137,000人。
2019年

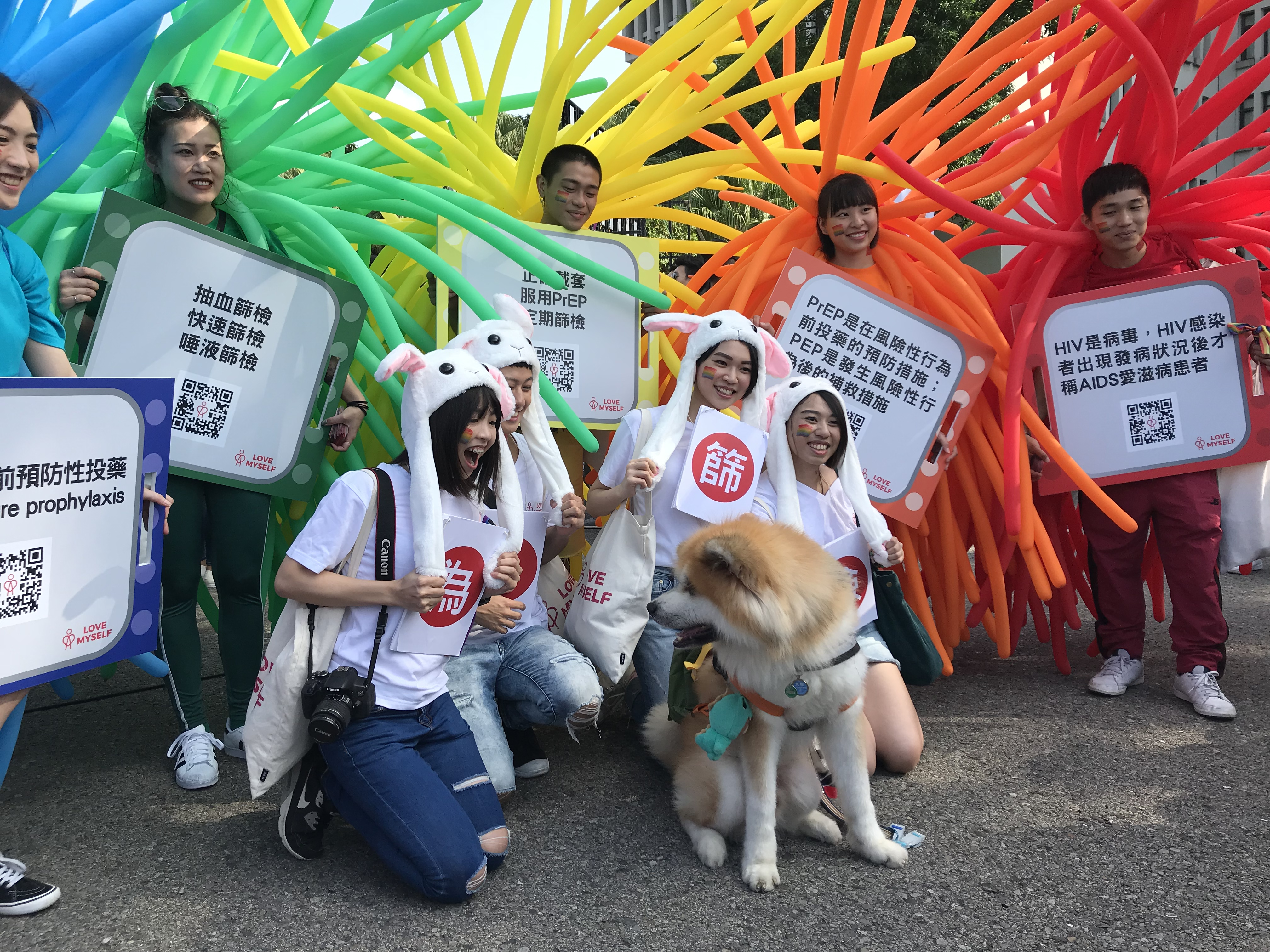
遊行團體倡導正確觀念

第十七屆的台灣同志遊行改由台灣同志諮詢熱線協會主辦並於10月26日舉行，是臺灣同性婚姻立法後首次的台北同志遊行，本屆主題為「同志好厝邊」（Together，Make Taiwan Better），呼籲大眾關心台灣性平教育政策、老年長照、愛滋去污名、職場平等、婚姻平權、障礙平權、性工作合法化、原住民與新住民、轉型正義等議題，創造更友善的環境，讓彼此成為彼此的「好厝邊」。參與人數估計有20萬人。

### 2020年代
2020年
第十八屆的台灣同志遊行於10月31日舉行，主題是「成人之美 BEAUTY, MY OWN WAY」，訴求是希望社會大眾能真正地理解與尊重LGBTIQA+。此次活動改由臺灣彩虹公民行動協會主辦。受嚴重特殊傳染性肺炎影響，該屆參與人數較往年低，主辦單位推估約13萬人，卻因全球疫情嚴重而成為該年度全球規模最大的同志遊行。
2021年
第十九屆的台灣同志遊行由臺灣彩虹公民行動協會於10月30日舉行，主題為打造「友善日常in Taiwan」，因應嚴重特殊傳染性肺炎，遊行依舊舉行、但首度將民眾參與改為線上參與，運用互動式網站設置虛擬遊行路線。
2022年
第20屆台灣同志遊行於10月29日於台北市政府前廣場舉辦，主題為「無・限・性——解構框架，性／別無限」，主辦單位估計參與人數為12萬人。
2023年

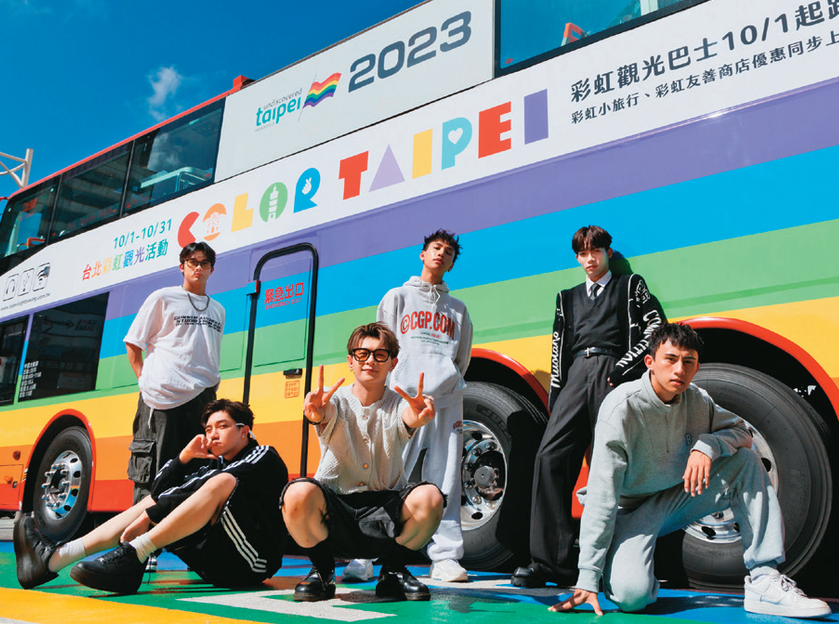
2023年10月臺北彩虹觀光巴士

第21屆台灣同志遊行於10月28日於台北市政府前廣場舉辦，遊行主題為「與多元同行 （Stand with Diversity）」，主辦單位估計參與人數為17.6萬人，參與的國內外政治人物層級升至時任中華民國副總統與法國巴黎市副市長。
2024年
第22屆台灣同志遊行於10月26日於台北市政府前廣場舉辦，主題為「邁向共融，交織共生 Embrace Inclusion」，首次出現由變裝皇后專屬的主題花車，主辦單位估計參與人數為18萬人。

## 外部連結
- Taiwan Pride 台灣同志遊行［官方網站］ （页面存档备份，存于）（提供繁體中文、英文。裝飾圖片多）
- 文化批判論壇第40場：嗆聲、拉手、開步走：同志遊行的文化攻略與政治社會，中華民國文化研究學會提供。是在2005年11月26日舉行的討論會，討論歷屆同志遊行。影音檔
- 台灣同志運動Wikia
- 各年台灣同志大遊行相關電視新聞集錦！ （页面存档备份，存于）
- 東吳大學同志合作社 （页面存档备份，存于）
- 20151028【ILGA ASIA致詞】台灣同志運動的歷史回顧（by喀飛） （页面存档备份，存于）
- 彩色台灣事件簿—台灣同性戀現狀實錄 （页面存档备份，存于）

台灣同志遊行聯盟 目前仍持續使用的各類型網路媒介如下所列：
- Website （页面存档备份，存于）
- FaceBook （页面存档备份，存于）
- YouTube （页面存档备份，存于）
- Flicker （页面存档备份，存于）

第十七屆台灣同志遊行 (台灣同志諮詢熱線協會) 目前仍持續使用的各類型網路媒介如下所列：
- Website （页面存档备份，存于）
- Instagram （页面存档备份，存于）